# Гренландская Песнь об Атли
«Гренландская Песнь об Атли» (исл. Atlakviða) — одна из поэм древнескандинавского «Королевского кодекса», входящая в состав «Старшей Эдды». Её причисляют к «песням о героях». Здесь тот же сюжет, что и в «Гренландских Речах Атли»: речь идёт о гибели конунга гуннов Атли от руки его жены Гудрун. Атли приказывает убить двух братьев супруги, чтобы захватить «золото бургундов», но Гудрун в ответ убивает обоих сыновей и кормит Атли их мясом, а потом поджигает пиршественную залу. Исторической основой сюжета считается уничтожение гуннами королевства бугундов в 437 году.
Учёные полагают, что «Гренландская Песнь об Атли» — одно из древнейших сказаний «Старшей Эдды». Распространено мнение, что определение «гренландская» было распространено на неё по ошибке по аналогии с «Речами Атли». Уникальность песни в том, что только в ней Атли/Аттила изображён с позиций готов — как кровожадный тиран.